# Comitê pelo Voto no Distrito Federal
O Comitê pelo Voto no Distrito Federal foi uma organização formada para garantir a autonomia política do Distrito Federal, no Brasil. Criado em 1981, o comitê atuava no convencimento dos congressistas e na mobilização popular. Naquele ano, foi o responsável por organizar um dos primeiros comícios durante a ditadura militar, pressagiando o movimento Diretas Já. O evento, que contou com a participação de figuras como Tancredo Neves, Leonel Brizola, Ulysses Guimarães e Luiz Inácio Lula da Silva, foi interrompido pela Polícia Militar.
Desde a inauguração da capital, em 1960, o Poder Legislativo do Distrito Federal era exercido por uma comissão do Senado Federal, formada por senadores de outras unidades da federação. Embora havia a previsão legal de que eleições seriam realizadas ainda na década de 1960, estas só ocorreram em 1990, após intensa mobilização. A Primeira Legislatura da Câmara Legislativa foi empossada em 1991.